# Château de Coatfrec
Le château de Coatfrec est situé sur la commune de Ploubezre dans le département des Côtes-d'Armor, au sud de Lannion, sur la rive gauche du Léguer. Au Moyen Âge, le château sert à défendre le pays accessible depuis le Léguer de même que le château de Tonquédec en amont sur la rive droite et Runefau détruit en 1525.
Le château aujourd'hui en travaux, n’est pas ouvert au public, sauf événement exceptionnel (comme les journées du patrimoine 2013).

## Historique
- 1330 — C'est lors du procès en canonisation de saint Yves, que l'on trouve la première mention connue de Coatfrec, avec le témoin “Johannes de Croyfrooc”[2]
- XIVe – XVe siècle — Un logis-porche est édifié dont on ne retrouve que peu de restes aujourd'hui[2].
- En 1373 Le château passe à la famille de Coëtgourheden par le mariage de l'héritière du château avec Henry, sir de Coëtgourheden (aujourd'hui Coatgoureden) qui apporte ensuite le bien à la famille de Kerrimel également par le mariage. La famille de Coëtgoureden est à l'origine des premières fondations du logis.
- 1451 — Le 18 juin Guillaume de Penhoet sieur de Kerimel & Coetfrec est fait banneret par le duc Pierre II[3].
- 1462 — Construction du château de Coatfrec dans sa forme actuelle, sur ordre du duc François II qui ordonne aux nobles « ayans chasteaux et forteresses de les repparer et fortiffier »[1].
- 1590 — Claude de Kerguezay, seigneur de Kergomar, y a établi une garnison pour le pouvoir royal, contre la Ligue. Il fait raser les bâtiments de la ferme, les fossés du parc adjacent et meuble le château sommairement.
- 1592 — Le 27 avril François de Goësbriand, prend le commandement du château à la suite de Jonathas de Kergariou-Kerahel.
- 1592 — Prise du château par Guy Éder de La Fontenelle ligueur et brigand, château livré par son prédécesseur en remise de dette.
- 1592 — Les États de Bretagne, fidèles au roi de France, ordonnent de le démolir (arrêt du Parlement de décembre 1592)[2]
- 1593 — Au printemps, le château est assiégé et repris par Kergomard aidé des capitaines de l’armée royale, tels que Molac et Sourdéac, puis il est démoli.
- Les restes du château passent dans la famille du Parc de Locmaria puis aux Le Pelletier de Rosanbo jusqu'en 1912 au moins[1].
- 1927 — Le château est inscrit au titre des monuments historiques par arrêté du 9 mars 1927[4]

## Plan du château
- La compréhension du plan du château évolue depuis la première description de 1837[5]. Les derniers dégagements réalisés ont permis de prouver l’existence de la tour d’angle au sud, mettre au jour un escalier près des restes du logis-porche[6] (au nord).

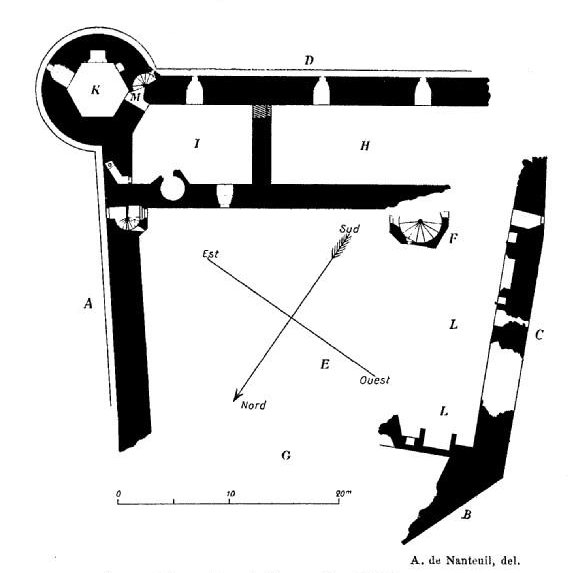
Plan du château en 1912 par La Barre de Nanteuil

Le château est entouré d’une butte de terre le protégeant de l’artillerie.
Une numérisation 3D du château a été réalisée qui a permis d’élaborer un plan de l’état actuel des ruines,.

## Galerie

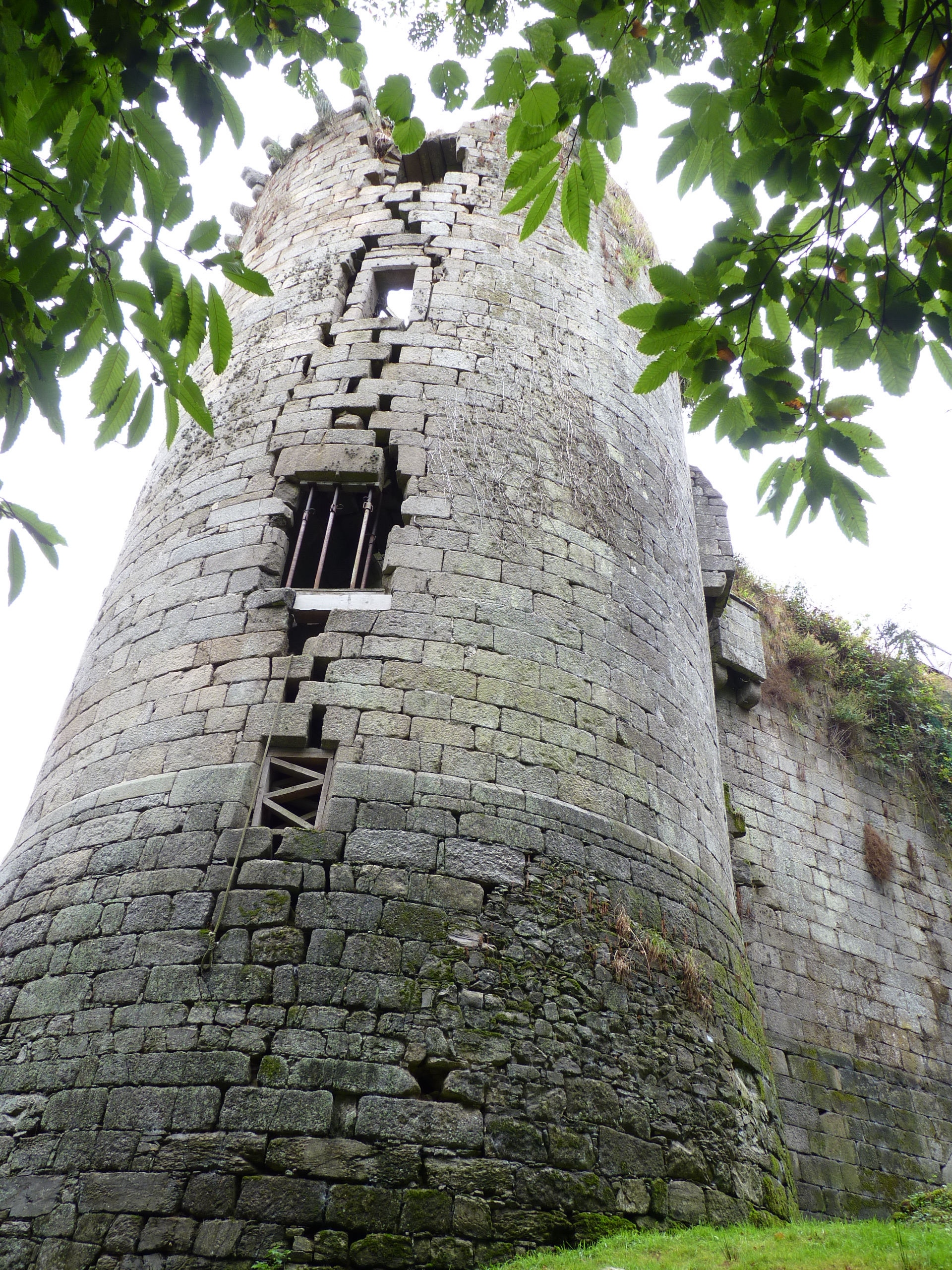
La tour Est, de 5 étages. On remarque l'alignement des fenêtres qui est à l’origine de la lézarde, d’après La Barre de Nanteuil.
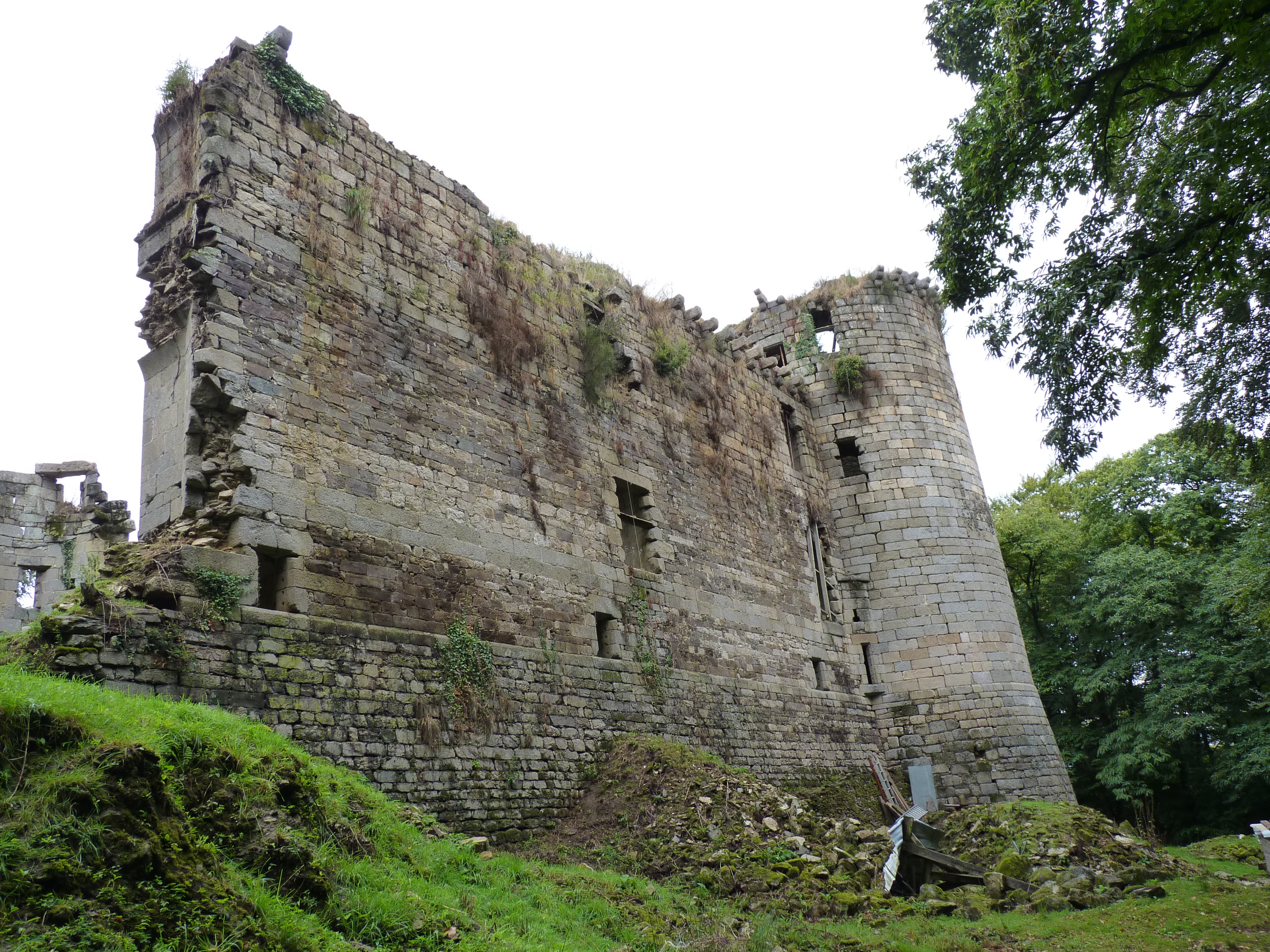
Courtine du Sud-Est en 2013 Donnant sur la vallée, elle est notée D sur plan ci-dessus.
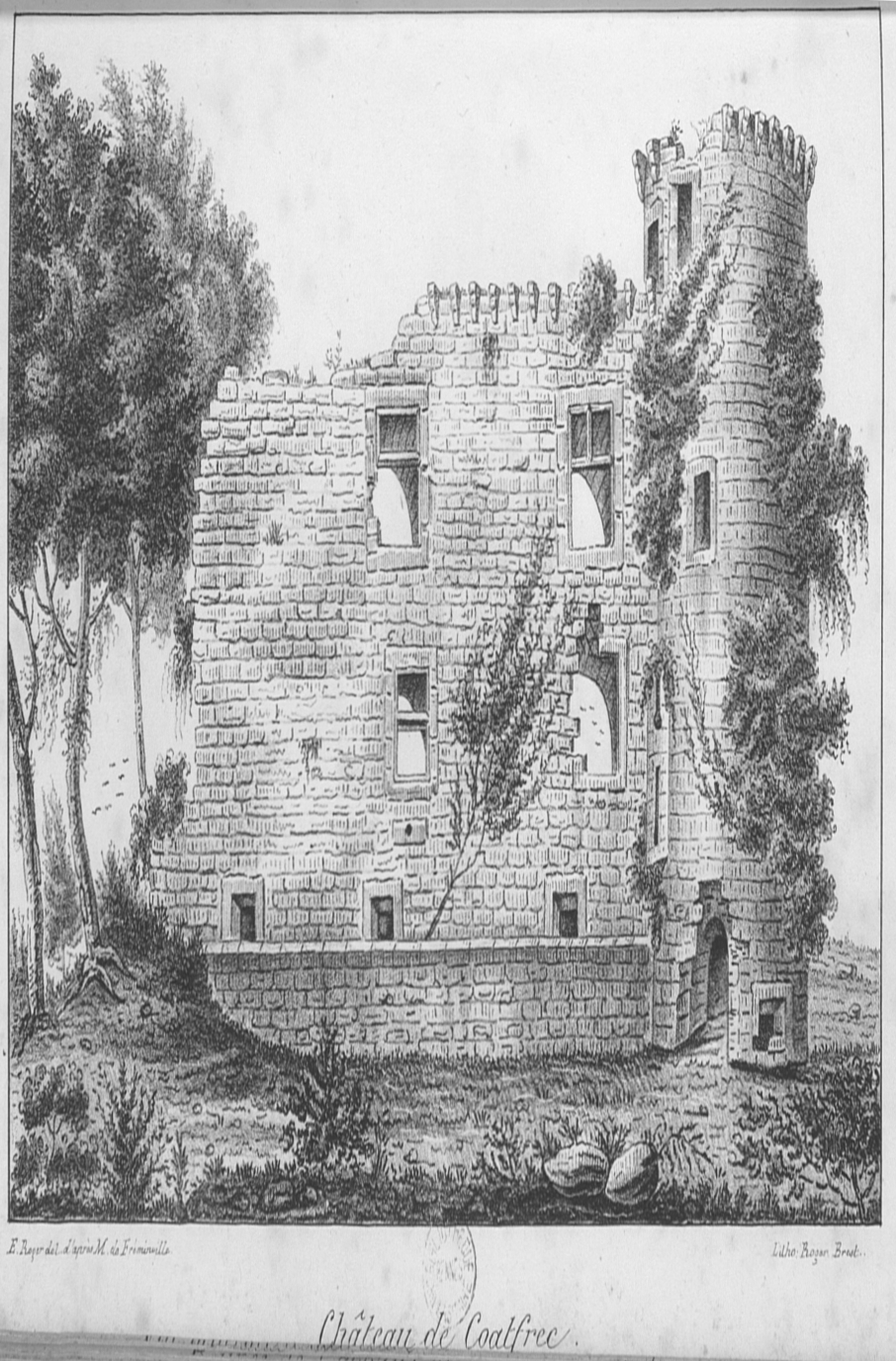
Courtine du Sud-Est en 1837
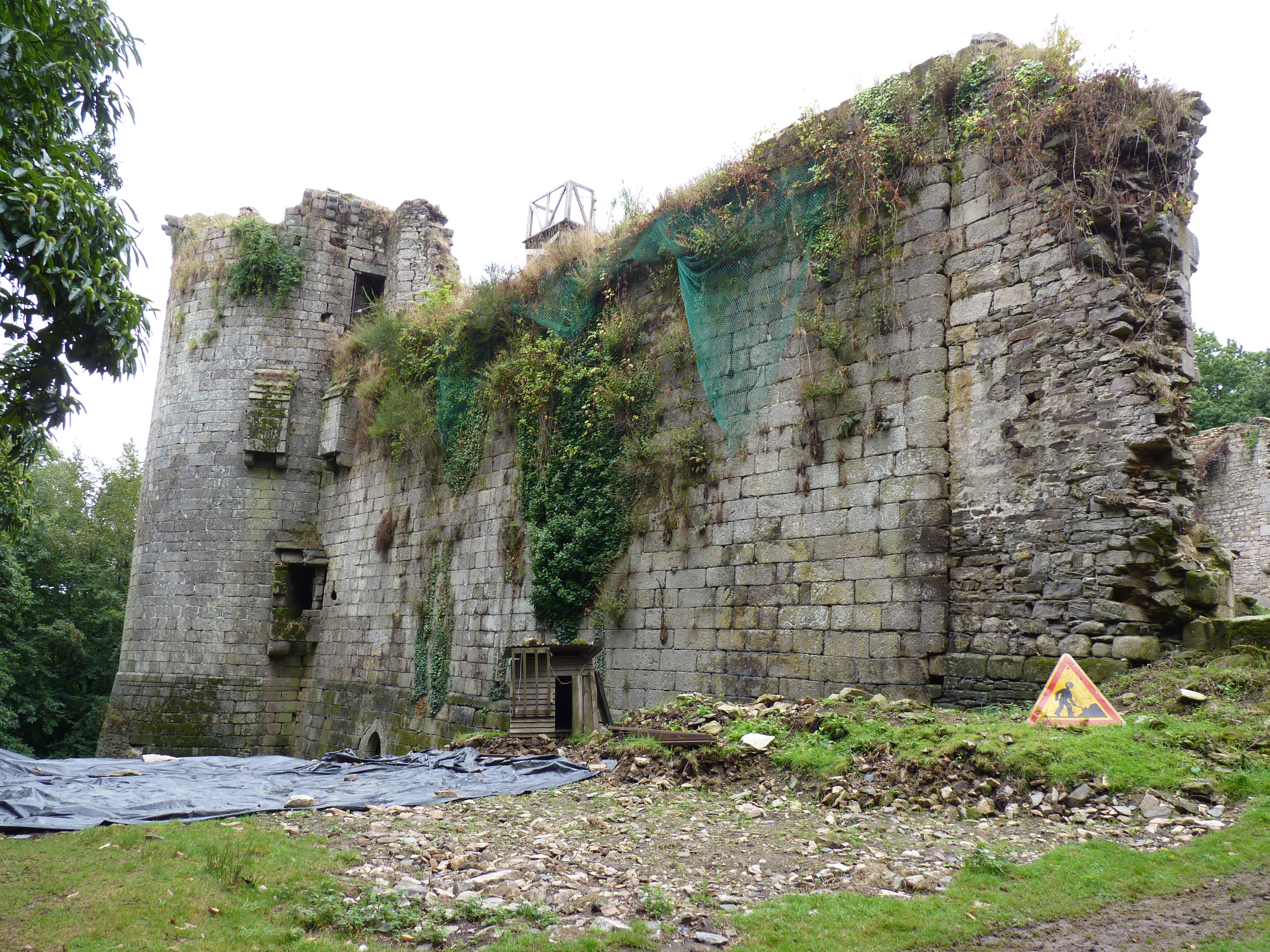
Front Nord-Est, en 2013. On remarque : les 3 latrines saillantes, la meurtrière d’une des trois courtines sous le filet vert, la poterne en bas du mur.
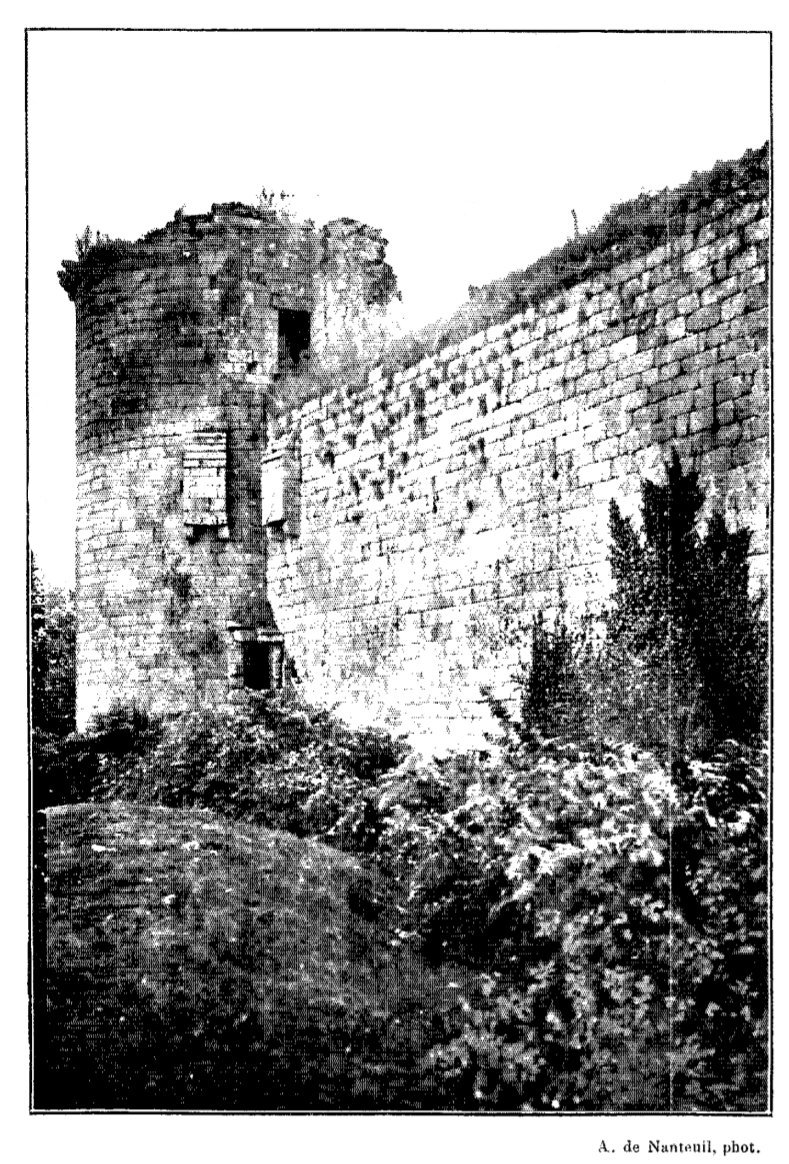
Front Nord-Est, en 1912 de La Barre de Nanteuil, à comparer avec la version de 2013.